# Stari Khútor
Stari Khútor - Старый Хутор (rus) - és un poble de l'óblast de Bélgorod, a Rússia. El 2010 tenia 268 habitants. Pertany al districte (raion) de Valuiki.